# ليفادا
ليفادا هي قرية تقع في إقليم أراد في رومانيا. تبعد عن أراد 10 كم.

## السكان
حسب إحصائيات 2002 بلغ عدد سكان القرية 2,892 نسمة.